# Счётная комиссия
Счётная коми́ссия — согласно российскому законодательству это рабочий орган общего собрания акционеров, в функции которого входит подсчёт голосов и подведение итогов голосования, осуществляемого акционерами акционерного общество по повестке дня общего собрания акционеров. В акционерных обществах, ведение реестра которого передано регистратору, исполнение функций счётной комиссии осуществляется регистратором.